# سیدنی گارفیلد
سیدنی گارفیلد (انگلیسی: Sidney Garfield؛ ۱۷ آوریل ۱۹۰۶ – ۲۹ دسامبر ۱۹۸۴) پزشک اهل ایالات متحده آمریکا بود.